# 曙光5000A
曙光5000A，是一套由中国曙光信息产业有限公司（中科曙光）研制的超级计算机。该系统已于2008年11月份落户上海超级计算中心。
曙光5000A首次亮相就让中国的身影再一次跻身前十行列 （页面存档备份，存于）。系统采用代号巴塞罗那的K10 AMD Opteron 主頻1.9GHz四核心处理器组建（曙光4000A是单核心Opteron），并安装了最新的微软Windows HPC 2008操作系统，总计拥有30720个计算核心、122.88TB内存，通过Infiniband DDR技术互联，最大性能180.6TFlops，峰值性能233.472TFlops。
下一代“曙光”超级电脑正在研发当中，性能将达到千万亿次级别，预计采用国产龍芯处理器，目前定名为曙光6000。